# Galleria Murtineddu
La galleria Murtineddu è la più lunga di una serie di gallerie stradali che permettono, attraverso la strada statale 125 Orientale Sarda, di evitare la tortuosa viabilità provinciale, consentendo di raggiungere più facilmente le località turistiche poste a sud della Sardegna.
Prende il nome dall'omonimo nuraghe di cui ci sono i resti nelle vicinanze.
Costruita da Todini Costruzioni Generali s.p.a e inaugurata il 20 marzo 2013, è nota nel settore, per adottare un sistema antincendio totalmente automatizzato, installato lungo la galleria, che attraverso due linee di ugelli, eroga su sezioni di lunghezza predefinita, un liquido particolarmente estinguente efficace sulle tipologie di focolai possibili in galleria.
La galleria Murtineddu utilizza, oltre al sistema antincendio sopracitato, (conosciuto con il nome tecnico di FT-MS 666®) sistemi di sicurezza attiva e passiva all'avanguardia, i quali la rendono adeguata ai nuovi standard europei (RIF?) in ambito di sicurezza in galleria stradale.